# Difusores

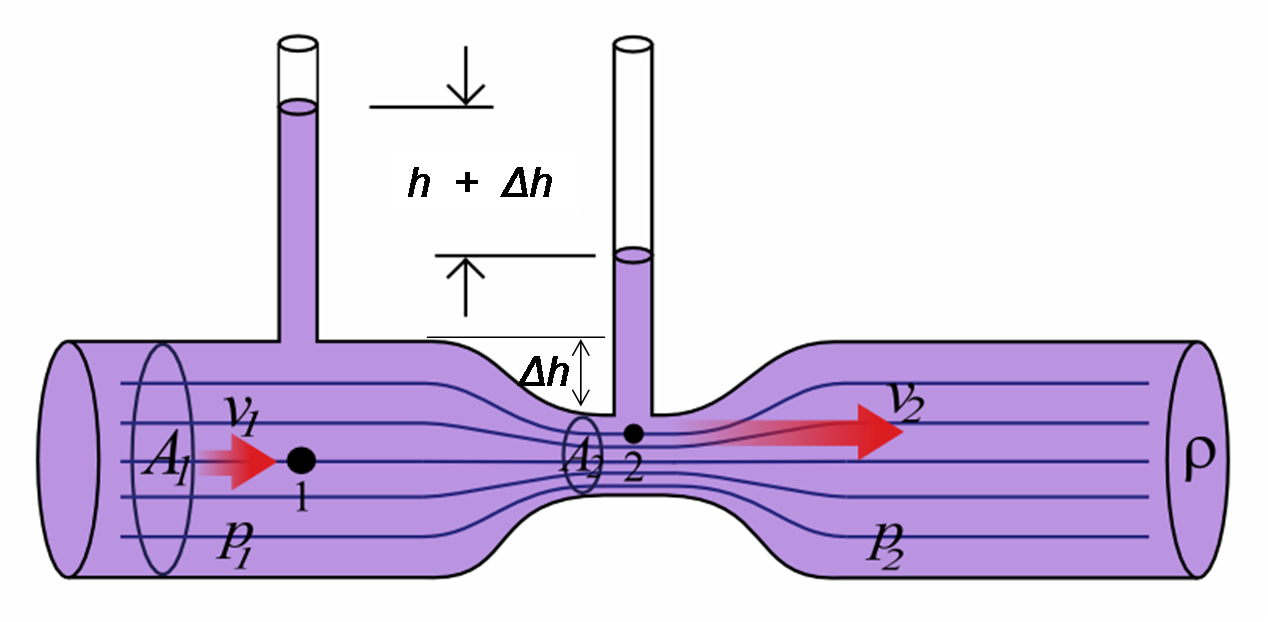
Efecto Venturi.

Los difusores variables son válvulas que cambian su sección de paso cuando se modifican las propiedades del fluido que las cruza. Los carburadores son las máquinas que los utilizan con mayor frecuencia aunque sirven también en otros mezcladores.
Un difusor variable tiene una sección convergente, la garganta y una sección divergente. El fluido es subsónico y la presión del gas o de la mezcla de gases, se expande en la sección convergente, alcanzado el mayor vacío relativo en la garganta. Un mecanismo externo que puede ser una campana de vacío o un fuelle, utiliza la presión de vacío para mover la puerta del difusor.
Los difusores variables son autómatas que obedecen a la velocidad del fluido medida con el número de Mach. Como la forma física del difusor difícilmente puede ser un tubo venturi perfecto siempre existirán pérdidas por contracción del chorro.
Lo más interesante de este mecanismo es que si se conoce la forma como varían los coeficientes de perdidas, él es un sensor de la velocidad del flujo de peso.

## Fórmulas
Aire. 
Si R es la relación de presiones:
F = (5 * (R^(-10/7) - R^(-12/7)))^.5
Metano. 
F = ((6+2/3) * (R^(-20/13) - R^(-23/13)))^.5
donde F es una función del número de Mach y el flujo 
m = K*F*S
donde K es el producto de la densidad y la velocidad del sonido en las condiciones de referencia y S la sección recta de paso en la garganta.
Las fórmulas se calcularon con los coeficientes de dilatación adiabática (también llamados exponentes adiabáticos) 1.4 y 1.3 para el aire y para el metano.

## En Fórmula 1
Se trata de una pieza que va colocada en una altura un poco por debajo del eje de giro de las ruedas traseras y un poco por detrás del mismo. La parte de delante lleva una especie de rampa inclinada a ambos lados de atrás hacia delante y hacia abajo, y en el centro una especie de V con una inclinación más suave.
Esto provoca un efecto que se produce por diferencia de presiones en los lados de un cuerpo cuando se acerca al suelo, denominado "efecto suelo". En la Fórmula 1 normalmente está motivado por un efecto que descubrió Giovanni Battista Venturi (efecto Venturi) y que consiste en que cuando un fluido es canalizado y en ese canal por donde pasa se produce un estrechamiento, el fluido pasa a mayor velocidad por ese estrechamiento disminuyendo en el mismo la presión, produciéndose una especie de succión.